# Papežský majordomus
Papežský majordomus, neboli hlavní správce papežského domu, byl jedním ze tří (dříve čtyř) prelátů palatinů (lat. prelati palatini).
Papežský majordomus patřil také čtyřem „fiocchettovým prelátům“ (it. prelato di fiocchetto), kteří se tak jmenovali proto, že měli právo mít postroje svých koní zdobené purpurovými a duhově modrými pery. Čtyřmi preláty s fiocchetty byli podle pozice: nejprve římský místodržící jako vicekomoří, po něm auditor a pokladník apoštolské komory, a pak následoval majordomus. 